# Lipniki (gromada)
Lipniki – dawna gromada, czyli najmniejsza jednostka podziału terytorialnego Polskiej Rzeczypospolitej Ludowej w latach 1954–1972.
Gromady, z gromadzkimi radami narodowymi (GRN) jako organami władzy najniższego stopnia na wsi, funkcjonowały od reformy reorganizującej administrację wiejską przeprowadzonej jesienią 1954 do momentu ich zniesienia z dniem 1 stycznia 1973, tym samym wypierając organizację gminną w latach 1954–1972.
Gromadę Lipniki z siedzibą GRN w Lipnikach utworzono – jako jedną z 8759 gromad – w powiecie kolneńskim w woj. białostockim, na mocy uchwały nr 17/V WRN w Białymstoku z dnia 4 października 1954. W skład jednostki weszły obszary dotychczasowych gromad Lipniki i Tartak ze zniesionej gminy Łyse w tymże powiecie. Dla gromady ustalono 16 członków gromadzkiej rady narodowej.
1 stycznia 1966 do gromady Lipniki przyłączono wsie Baba i Szafranki ze zniesionej gromady Baba.
1 stycznia 1972 do gromady Lipniki przyłączono wsie Brzozowa i Czarnia ze zniesionej gromady Kuzie.
Gromada przetrwała do końca 1972 roku, czyli do kolejnej reformy gminnej (na uwagę zasługuje fakt, że w związku ze zniesieniem gromady Lipniki sołectwa Brzozowa i Czarnia weszły w skład powiatu ostrołęckiego w woj. warszawskim).